# Partito Progressista del Popolo (Guyana)
Il Partito Progressista del Popolo (in inglese People's Progressive Party / Civic, abbreviato PPP / C) è un partito politico di sinistra in Guyana. A partire dal 2020, il partito detiene 33 dei 65 seggi nell'Assemblea nazionale e forma il governo.
Seppur avendo quasi sempre avuto la maggioranza assoluta dei voti sarà al governo solamente tra il 1992 e il 2015 e dal 2020, per via delle forti pressioni prima britanniche poi statunitensi ostili da sempre al PPP/C.

## Storia
Il Partito Progressista del Popolo nasce per iniziativa di Cheddi Jagan, leader dell'organizzazione anti imperialista Comitato per gli affari politici, con la fusione di quest'ultima con il Partito laburista della Guyana britannica guidato da Forbes Burnham, il 1º gennaio 1950. L'obbiettivo primario del PPP era l'indipendenza dal Regno Unito. Il partito, di stampo marxista, era "multietnico" e non dava peso alla prassi razzista della Guyana, dove ogni partito si faceva rappresentante di una determinata etnia, il PPP era sostenuto dai lavoratori e dagli intellettuali. Il partito tenne il suo primo congresso il 1º aprile 1951. Fin da subito il PPP ha riscosso molto successo e ha vinto le elezioni del 1953, prendendo 18 dei 24 seggi eletti alla Camera dell'Assemblea.
Le riforme sociali radicali programmate dal leader del PPP Jagan indispettirono il governo inglese, che inviò subito poco dopo le elezioni truppe militari, per sventare la minaccia di una rivoluzione comunista. Il governo del PPP è stato così rimosso dall'incarico e un Consiglio Legislativo Interinale non eletto ha sostituito la Camera dell'Assemblea.
Le elezioni generali si tennero nuovamente nel 1957, e il PPP di Jagan ottenne 12 seggi (circa 50% dei voti). Dopo le elezioni Burnham si scisse dal partito per istituire il Congresso Nazionale del Popolo (PNC), rivolgendosi alle istanze dell'etnia afro-guyanese, introducendo così una divisione etnica razziale tra le classi popolari.
Il PPP vinse le elezioni del 1961 con un margine dell'1,6%, ma ricevette quasi il doppio dei seggi rispetto al PNC, portando a gravi violenze interrazziali.
Preoccupata che Jagan fosse troppo vicino all'ideologia comunista, l'amministrazione Kennedy si servì della CIA e costrinse un riluttante Regno Unito a sostenere la campagna dei conservatori e dei lealisti di Burnham per rovesciare il governo del PPP. Seguirono grandi disordini.
In seguito all'ottenimento dell'indipendenza della Guyana dall'Inghilterra e alla vittoria totale del PNC nelle elezioni del 1968, la scena politica divenne sempre più polarizzata dalle etnie e all'inizio del 1970 il governo di Burnham dichiarò una repubblica organizzata su principi socialisti e non allineati. Il PNC attuò però gran parte del programma politico del PPP, e il PPP alla fine optò per un sostegno limitato al partito al governo sulla base di appelli al patriottismo e all'unità nazionale. La controversia su questa mossa portò all'emergere di una "terza forza", l'Alleanza del Popolo Lavoratore (Working People's Alliance) (WPA) di Walter Rodney, nel 1979, che si erse a difesa dei lavoratori bianchi. 
Tutti e tre i principali partiti si ispirarono in misura diversa al pensiero marxista, rendendo la divisione razziale ancora più pronunciata. Una serie di elezioni negli anni '70 e '80 furono truccate dal PNC col favore americano, che ottenne ogni volta un numero crescente di seggi.
Nel 1992 si tennero, dopo oltre 22 anni, libere elezioni, che portarono alla vittoria del PPP e Cheddi Jagan divenne presidente. Il carismatico leader morì nel marzo 1997.
La vedova di Cheddi, Janet Jagan è stata la candidata alla presidenza del PPP nelle elezioni del 1997, che il partito ha vinto, facendo diventare la signora Jagan la prima donna capo di stato nel continente americano.
Janet Jagan si è dimessa da presidente nel 1999 a causa di problemi di salute, ed è stata sostituita da Bharrat Jagdeo, che ha portato il PPP alla vittoria nelle elezioni del 2001. Un grande scandalo scoppiò nel 2004 quando l'agricoltore George Bacchus annunciò di avere prove che implicassero il ministro degli Affari interni del PPP, Ronald Gajraj, nell'operazione di "squadroni della morte fantasma" che uccisero fino a 40 persone, incluso il fratello di George Bacchus. Il presidente Jagdeo ha rapidamente respinto le accuse, sebbene il PNC abbia continuato a spingere per un'indagine approfondita. Lo stesso Bacchus è stato assassinato il 24 giugno 2004, provocando ulteriore indignazione e accuse di insabbiamento da parte del PNC. Gajraj si è dimesso, in attesa di un'indagine da parte di una commissione d'inchiesta governativa. L'anno successivo, Gajraj è stato formalmente esonerato dalla commissione, che ha tuttavia affermato di avere un "rapporto malsano" con la criminalità organizzata.
Fa parte dell'Incontro Internazionale dei Partiti Comunisti e Operai.

## Risultati elettorali

### Guyana britannica
| Seggi ottenuti alle Elezioni | Seggi ottenuti alle Elezioni |
| ---------------------------- | ---------------------------- |
| 1953                         | 18 / 24                      |
| 1957                         | 9 / 14                       |
| 1961                         | 20 / 35                      |
| 1964                         | 22 / 53                      |

### Guyana
| Seggi ottenuti alle Elezioni | Seggi ottenuti alle Elezioni |
| ---------------------------- | ---------------------------- |
| 1968 elezioni non regolari   | 19 / 53                      |
| 1973 elezioni non regolari   | 14 / 53                      |
| 1980 elezioni non regolari   | 10 / 53                      |
| 1985 elezioni non regolari   | 8 / 53                       |
| 1992                         | 28 / 53                      |
| 1997                         | 29 / 53                      |
| 2001                         | 34 / 65                      |
| 2006                         | 36 / 65                      |
| 2011                         | 32 / 65                      |
| 2015                         | 32 / 65                      |
| 2020                         | 33 / 65                      |

## Presidenti della Guyana dal PPP/C

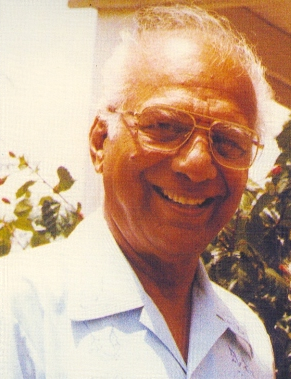
Cheddi Jagan (1992–1997)
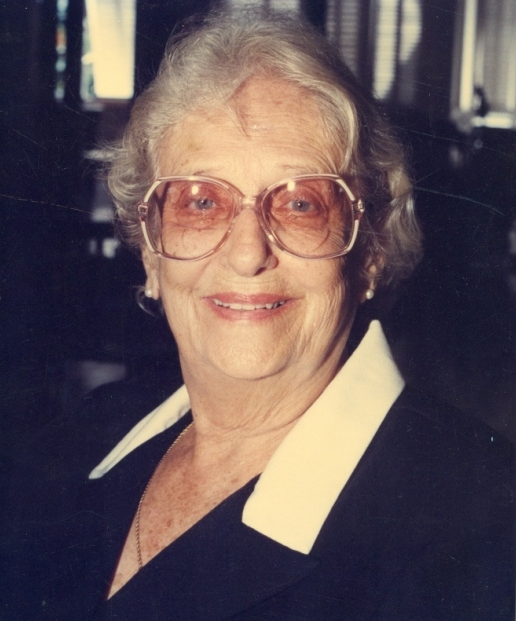
Janet Jagan (1997–1999)
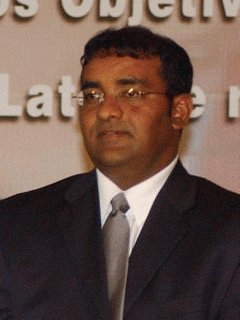
Bharrat Jagdeo (1999–2011)
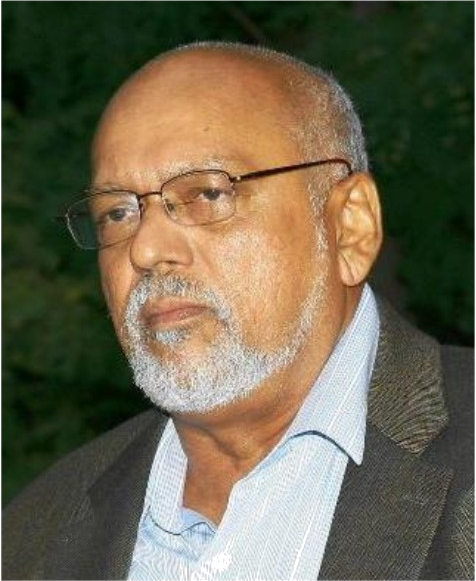
Donald Ramotar (2011–2015)
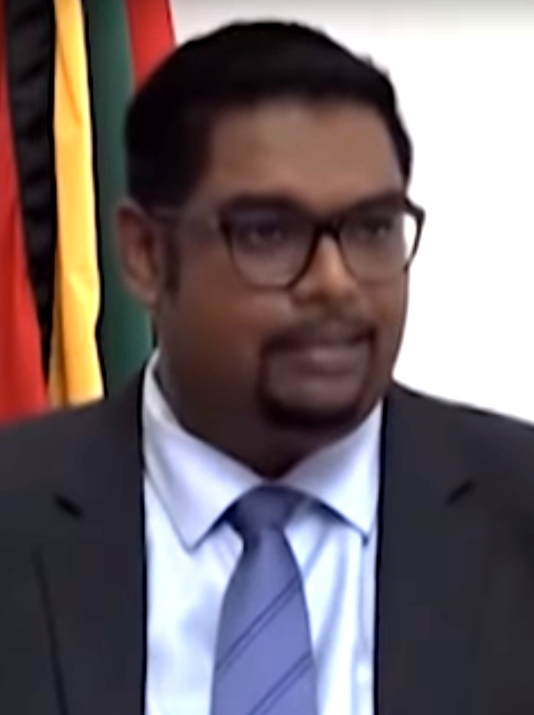
Irfaan Ali (dal 2020)